# CONCACAF Futsal Championship 2000
Il secondo CONCACAF Futsal Championship, disputato nel luglio del 2000 in Costa Rica, è considerato il secondo campionato continentale del nord e centro America per formazioni nazionali di calcio a 5. Il torneo ebbe validità anche come fase di qualificazione al campionato del mondo previsto per lo stesso anno in Guatemala: le finaliste del torneo furono qualificate alla rassegna iridata assieme al Guatemala non presente ma qualificato come paese ospitante. Nella fase finale furono i padroni di casa a vincere il torneo, guadagnando la prima qualificazione della sua storia ai mondiali.

## Girone A
|            | Risult. |            | Città e data   |
| ---------- | ------- | ---------- | -------------- |
| Cuba       | 13 - 4  | Suriname   | San José 20.07 |
| Costa Rica | 10 - 1  | Nicaragua  | San José 20.07 |
| Cuba       | 9 - 2   | Nicaragua  | San José 22.07 |
| Suriname   | 3 - 5   | Costa Rica | San José 22.07 |
| Nicaragua  | 4 - 11  | Suriname   | San José 24.07 |
| Costa Rica | 4 - 2   | Cuba       | San José 24.07 |

| Classifica finale | Pt | G | V | N | P | GF | GS | DR  |
| ----------------- | -- | - | - | - | - | -- | -- | --- |
| Costa Rica        | 9  | 3 | 3 | 0 | 0 | 19 | 6  | +13 |
| Cuba              | 6  | 3 | 2 | 0 | 1 | 24 | 10 | +14 |
| Suriname          | 3  | 3 | 1 | 0 | 2 | 18 | 22 | -4  |
| Nicaragua         | 0  | 3 | 0 | 0 | 3 | 7  | 30 | -23 |

## Girone B
|                  | Risult. |                  | Città e data   |
| ---------------- | ------- | ---------------- | -------------- |
| Messico          | 4 - 1   | Antille Olandesi | San José 21.07 |
| Stati Uniti      | 5 - 0   | Porto Rico       | San José 21.07 |
| Messico          | 4 - 2   | Porto Rico       | San José 23.07 |
| Antille Olandesi | 0 - 7   | Stati Uniti      | San José 23.07 |
| Stati Uniti      | 3 - 2   | Messico          | San José 25.07 |
| Porto Rico       | 0 - 4   | Antille Olandesi | San José 25.07 |

| Classifica finale | Pt | G | V | N | P | GF | GS | DR  |
| ----------------- | -- | - | - | - | - | -- | -- | --- |
| Stati Uniti       | 9  | 3 | 3 | 0 | 0 | 15 | 2  | +13 |
| Messico           | 6  | 3 | 2 | 0 | 1 | 10 | 6  | +4  |
| Antille Olandesi  | 3  | 3 | 1 | 0 | 2 | 5  | 11 | -6  |
| Porto Rico        | 0  | 3 | 0 | 0 | 3 | 2  | 13 | -11 |

## Semifinali
|             | Risult. |         | Città e data   |
| ----------- | ------- | ------- | -------------- |
| Stati Uniti | 2 - 4   | Cuba    | San José 27.07 |
| Costa Rica  | 3 - 1   | Messico | San José 27.07 |

## Finale 3º-4º posto
|             | Risult. |         | Città e data   |
| ----------- | ------- | ------- | -------------- |
| Stati Uniti | 5 - 1   | Messico | San José 29.07 |

## Finale
| Heredia 29 settembre 2000, ore 20:30                     | Costa Rica | 2 – 0 (2-0) | Cuba | Palacio de los Deportes (800 spett.) |
| \| \| \| \| \| Solís 14’ Valverde 19’ \| Marcatori \| \| |            |             |      |                                      |
|                                                          |            |             |      |                                      |
| Solís 14’ Valverde 19’                                   | Marcatori  |             |      |                                      |

| Qualificate al mondiale | Costa Rica | Cuba |
| ----------------------- | ---------- | ---- |